# Zbigniew Leraczyk (aktor)
Zbigniew Leraczyk (ur. 10 grudnia 1953 w Nowej Rudzie, zm. 6 grudnia 2020 w Sosnowcu) –  polski aktor teatralny i filmowy, wieloletni dyrektor Teatru Zagłębia.
W 1979 ukończył studia na Wydziale Aktorskim Państwowej Wyższej Szkoły Teatralnej w Krakowie, broniąc dyplom w 1980 roku.
Od ukończenia szkoły zawodowo i artystycznie związany z Teatrem Zagłębia w Sosnowcu, gdzie zadebiutował rolą clowna w Operze za trzy grosze. W latach 80. prowadził amatorski „Teatr Ekspresji” w Klubie „13Muz” Sosnowieckiej Spółdzielni Mieszkaniowej. Od 1 czerwca 2011 do 31 sierpnia 2018 dyrektor naczelny Teatru Zagłębia w Sosnowcu; był wśród inicjatorów uruchomienia Sceny Inicjatyw Aktorskich. W tym czasie Teatr Zagłębia wystawił m.in. sztukę Korzeniec, opartą na książce Zbigniewa Białasa pod tym samym tytułem, w adaptacji Tomasza Śpiewaka i reżyserii Remigiusza Brzyka. Spektakl ten przyniósł wiele nagród na arenie krajowej, powstała też jego telewizyjna wersja.
Zagrał ponad 120 ról teatralnych, między innymi Stomila w Tangu Mrożka, Willego w Niemcach Kruczkowskiego, Profesora Pimko w Ferdydurke. Sympatię publiczności zdobył grając szereg ról w spektaklach komediowych. Ostatnią, szczególnie udaną, była rola Santiniego w Plotce Francisa Vebera. Miał na koncie także kilkanaście epizodycznych ról filmowych oraz trzy role w spektaklach Teatru Telewizji.

## Teatr telewizji[2]
- 2015 – Koń, kobieta i kanarek – jako Sztygar
- 1990 – Sąd ostateczny – jako Komiwojażer
- 1984 – Imiona władzy
- 1983 – Niobe

## Filmografia[7]
- 1983 – Na straży swej stać będę
- 1983 – 6 milionów sekund – serial (odc. 12-14), jako wychowawca
- 1986 – Blisko, coraz bliżej – serial (odc. 19)
- 1989 – Modrzejewska – serial (odc. 4), jako Teliler
- 1994 – Śmierć jak kromka chleba
- 2000 – Święta wojna -serial (odc. 18), jako Joseph

## Nagrody
- Nagroda dyrektora Teatru Zagłębia za rolę Oktawa w Nie igra się z miłością[3];
- Nagroda im. Leny Starke za rolę Prozorowa w Trzech siostrach w Teatrze Zagłębia w Sosnowcu[3];
- Nagroda Artystyczna Prezydenta Miasta Sosnowca[4].

## Odznaczenia
- Zasłużony Działacz Kultury[4];
- Brązowy medal Gloria Artis przyznany przez Ministra Kultury i Dziedzictwa Narodowego[4].